# Alfred Böswald (Politiker)
Alfred Böswald (30. November 1931 in Rögling – 2. November 2018 in Donauwörth) war ein deutscher Historiker, Kommunalpolitiker (CSU) und Bürgermeister.

## Leben
Böswald wuchs als ältestes von vier Kindern einer Kleinbauernfamilie mit Gemischtwarenladen in Rögling bei Donauwörth auf. Seine beiden Großväter fungierten als Bürgermeister von Rögling und Tagmersheim.
Böswald studierte nach dem Abitur Geschichte an der Universität München und promovierte darin. Er war Mitglied der katholischen Studentenverbindungen KDStV Tuiskonia München und KDStV Alcimonia Eichstätt im CV. 
Er war 1966 bis 1996 Mitglied des Kreistags und Sprecher der schwäbischen Städte im Städtetag. Von 1970 bis 1998 war er Bürgermeister und von 1998 bis 2002 Oberbürgermeister von Donauwörth. Er war außerdem 28 Jahre Mitglied des schwäbischen Bezirkstags und dort Fraktionsvorsitzender der CSU.
Unter seiner Ägide wurde 1973 eine Partnerschaft mit der österreichischen Marktgemeinde Perchtoldsdorf geschlossen.
2005 erhielt Böswald einen Strafbefehl über 15.000 Euro wegen Veruntreuung, den er auch bezahlte. Er soll „Champagner, Wodka, Bücher, sogar Toilettenpapier [....] auf Stadtkosten gekauft und privat genutzt haben“.
Im November 2018 starb er vier Wochen vor seinem 87. Geburtstag in der Donau-Ries-Klinik in Donauwörth.
Böswald war 60 Jahre verheiratet und hatte drei Kinder.

## Mitgliedschaften
- VSC 1862 Donauwörth, Präsident ab 1970

## Auszeichnungen
- 1983: Goldenes Ehrenzeichen für Verdienste um die Republik Österreich[1]
- Ehrenring der Marktgemeinde Perchtoldsdorf[1]
- 1998: Ehrenbürger der Marktgemeinde Perchtoldsdorf[1]
- 2001: Ehrenbürger von Donauwörth
- Bayerischer Verdienstorden